# Timàlia caragolet de pit lleonat
La timàlia caragolet de pit lleonat (Spelaeornis longicaudatus) és un ocell de la família dels timàlids (Timaliidae).

## Hàbitat i distribució
Viu entre la malesa del bosc en turons del nord-est de l'Índia a les muntanyes Khasi, Cachar i Manipur.